# Bob Geddins
Robert L. "Bob" Geddins (* 6. Februar 1913 in Highbank, Falls County, Texas; † 16. Februar 1991 in Oakland, Kalifornien) war ein US-amerikanischer Blues-, Rhythm-&-Blues- und Gospel-Musiker und -Produzent aus der Bay Area. Er ist in Highbank, einer kleinen Ortschaft 10 Meilen südlich von Marlin (Texas) geboren, kam wie viele andere Afroamerikaner während des Zweiten Weltkrieges nach Oakland in Kalifornien und hat dort bis zu seinem Tod im Jahre 1991 gewirkt.
Von 1948 an hat Geddins eine Vielzahl kleiner, unabhängiger Schallplattenlabel wie zum Beispiel Art-Tone, Big Town, Cavatone, Down Town, Irma, Plaid, Rhythm und Veltone gegründet und betrieben. Darüber hinaus hat er von ihm produzierte Schallplattenaufnahmen an größere Plattenfirmen in Los Angeles wie Swing Time, Aladdin, Modern, Specialty, Imperial und Fantasy zwecks Veröffentlichung veräußert, in einigen Fällen sogar an das Chicagoer Label Checker.
Viele Musiktitel, die häufig fälschlicherweise anderen Autoren zugeschrieben werden, stammen aus seiner Feder oder sind in Zusammenarbeit mit anderen Musikern entstanden, beispielsweise „Tin Pan Alley“, „Mercury Blues“, „My Time After A While“ oder „Haunted House“.